# Taylor-Plattform
Die Taylor-Plattform ist ein niedriges und mehr oder weniger abgeflachtes Felsmassiv im ostantarktischen Mac-Robertson-Land. Es liegt 1,5 km nördlich des Gebirgskamms Brocklehurst Ridge in den Prince Charles Mountains.
Kartiert wurde das Massiv anhand von Luftaufnahmen, die zwischen 1956 und 1960 bei den Australian National Antarctic Research Expeditions entstanden. Das Antarctic Names Committee of Australia (ANCA) benannte es nach dem Ionosphärenforscher F. J. Taylor, der 1964 auf der Mawson-Station tätig war.